# As Tall as Lions
As Tall as Lions war eine US-amerikanische Rockband.

## Geschichte
Die Band wurde 2002 auf Long Island/New York von Daniel Nigro (Gesang, Gitarre, Piano), Saen Fitzgerald (Gitarre) und Glifford Sarcona (Schlagzeug) gegründet.
Nach der Veröffentlichung der EP Blood and Aphorisms unterzeichnete die Band einen Vertrag mit dem amerikanischen Indie-Label Triple Crown Records und veröffentlichte ihre LP Lafcadio im Frühjahr 2004.
Kurz darauf stieß Julio Tavarez, der ein guter Freund der Bandmitglieder ist, als Bassist zur Band.
Im August 2006 veröffentlichte die Band ihr erstes offizielles Studioalbum, das As Tall as Lions heißt.
Danach wurde es drei Jahre lang ruhig um die Band.
2009 erschien ihr zweites Album, das You Can’t Take It with You heißt. Dieses Album schaffte es auf den 88. Platz der US-Top 100-Charts und den 36. Platz der US-Rock-Charts bei Billboard.
Im September 2010 gab die Band bekannt sich aufzulösen. Nigro schloss sich kurzzeitig einem Musikprojekt mit dem Namen Blocks an, machte dann aber Karriere als Songwriter und Musikproduzent. Die anderen drei Musiker spielen weiterhin zusammen. Sie gründeten das Nebenprojekt Kilimanjaro.

## Diskografie
- 2002: Blood and Aphorisms (EP / Eigenproduktion)
- 2004: Lafcadio (LP/Triple Crown Records)
- 2006: As Tall as Lions (LP / Triple Crown Records)
- 2007: Into the Flood (EP / East West/Triple Crown Records)
- 2009: You Can’t Take It with You (LP / Triple Crown Records)
- 2009: The Circles (EP / Triple Crown Records)